# Гороховка (река, впадает в Финский залив)
Горо́ховка (в верхнем течении — Александровка) (фин. Rokkalanjoki) — река в России, протекает по территории Выборгского района Ленинградской области. Длина реки — 30 км.
Берёт начало из озера Александровского. Общее направление течения Гороховки — на запад. На реке расположены посёлки Черничное и Токарево, впадает в Выборгский залив в посёлке Советский.

## Бассейн
Притоки (км от устья)
- 20 км: река Камышовка

Также к бассейну Гороховки относятся озёра:
- Кувшинное
- Сенновское
- Зеркальное
- Пионерское
- Зайчихино
- Красавица
- Полянское
- Зеленохолмское
- Краснофлотское
- Красногвардейское
- Подгорное

## Данные водного реестра
По данным государственного водного реестра России относится к Балтийскому бассейновому округу, водохозяйственный участок реки — Реки и озера бассейна Финского залива от границы РФ с Финляндией до северной границы бассейна р. Нева, речной подбассейн реки — Нева и реки бассейна Ладожского озера (без подбассейна Свирь и Волхов, российская часть бассейнов). Относится к речному бассейну реки Нева (включая бассейны рек Онежского и Ладожского озера).
Код объекта в государственном водном реестре — 01040300512102000008249.